# Феномен (фильм, 1996)
«Феномен» (англ. Phenomenon) — фэнтезийная мелодрама 1996 года режиссёра Джона Тёртелтауба по сценарию Джералда Ди Пего, в главных ролях Джон Траволта, Кира Седжвик, Форест Уитакер и Роберт Дюваль.

## Сюжет
Джордж Мэлли (Джон Траволта) — дружелюбный автомеханик, чья жизнь обычного человека меняется после странной вспышки света, которую он наблюдает в свой 37-й день рождения.
В течение следующих дней он начинает предсказывать землетрясения, проявляет экстраординарную форму интеллекта уровня гения, легко поглощает огромное количество информации, разрабатывает новые революционные идеи и даже демонстрирует способность к телекинезу.
Джордж пытается использовать свой новый интеллект на благо общества.

## В ролях
| Актёр          | Роль                   |
| -------------- | ---------------------- |
| Джон Траволта  | Джордж Мэлли           |
| Кира Седжвик   | Лейс Пеннамин          |
| Форест Уитакер | Нэйт Поуп              |
| Роберт Дюваль  | Док Брундер            |
| Джеффри Деманн | профессор Джон Ринголд |
| Ричард Кили    | доктор Уэллин          |
| Брент Спайнер  | доктор Боб Нидорф      |
| Вито Ругинис   | Тед Ром                |
| Брюс А. Янг    | агент ФБР Джек Хэтч    |
| Майкл Милхоун  | Джимми                 |
| Шон О’Брайан   | Бэйнс                  |
| Дэвид Галлахер | Эл Пеннамин            |
| Эшли Буккилль  | Глори Пеннамин         |
| Тони Дженаро   | Тито                   |
| Трой Эванс     | Роджер                 |
| Эллен Гир      | Бонни                  |
| Джеймс Кин     | Пит                    |